# 10448 Schawlow
10448 Schawlow (4314 T-3) là một tiểu hành tinh vành đai chính.